# والدهامباخ (راینلاند-فالتس)
والدهامباخ (به آلمانی: Waldhambach) یک شهر در آلمان است که در زودلیشه واینشتراسه واقع شده‌است. والدهامباخ ۳۴۸ نفر جمعیت دارد.